# Fissidentalium amphialum
Fissidentalium amphialum är en blötdjursart som först beskrevs av Watson 1879.  Fissidentalium amphialum ingår i släktet Fissidentalium och familjen Dentaliidae. Inga underarter finns listade i Catalogue of Life.